# 本多富正
本多 富正（ほんだ とみまさ）は、安土桃山時代から江戸時代前期にかけての武将。冨正とも。越前国福井藩家老。越前府中城主。
徳川氏の家臣であったが、慶長6年（1601年）に徳川家康の子・結城秀康の越前入府に御附家老として従い、4代にわたって越前松平家当主に仕えた。

## 生涯

### 生い立ち
元亀3年（1572年）、徳川氏の家臣・本多重富の子として三河国で生まれた。
一般的に、父の重富は家康の長男・松平信康附属の家臣であり、織田信長と家康の命により信康が切腹させられると、その責任を取る形で自刃し、以降の富正は叔父の本多重次に養育された、とされている。ところが近年、越前府中で重富夫婦の位牌が見つかるなど、富正の越前入国以降も重富の生存が確認されている。両親の墓所は、のちに富正が領した越前府中の陽願寺に現存する。それらの史料を総合すると、重富は信康の事件以降は一旦蟄居し、弟の重次の家老として仕え、重次の領地で暮らしていたとみられる。
家康の子の秀康が豊臣秀吉の養子という形での人質となり大坂へ送られることになった際、徳川氏は重次の嫡男の仙千代（後の本多成重）らを附属同行させたが、翌年に重次によって仙千代に代わり、甥である源四郎（富正）が交代させられた。これは、重次が実子の安否と出世を懸念した（秀康は実父家康に疎まれていたため）とも、不遇の兄の子を出仕させ、その出世を望んだとも解釈できるが、この行動が秀吉の怒りに触れ、重次は家康によって上総国古井戸（小糸）（現在の千葉県君津市）3,000石にて蟄居を命じられた。こうして富正は秀康に付属され仕えることになった。のちには秀康の四男を養子に貰い受けたりもしている（早世）。
豊臣配下として主君の秀康は九州平定、小田原征伐に参加し手柄を立て、富正もこれに従って軍功を挙げた。その後、秀康が下総国の名族大名結城晴朝の養子になって「結城秀康」と名乗り、結城家10万石を知行することになると、富正はここで俸禄100石を受け、以降結城家が越前国に移動するまでに3千石までに加増された。文禄・慶長の役の際は名護屋城に在陣して朝鮮半島へは渡航することはなかった。関ヶ原の戦いの際は秀康と共に宇都宮に在陣していた。
慶長10年（1605年）4月、秀康が従三位権中納言を受けると、富正は慶長16年（1611年）3月に従五位下伊豆守となり、志摩守から伊豆守と名乗りを変更した。

### 福井藩と越前騒動
関ヶ原の戦いの後、結城秀康は越前68万石の大名となった。慶長6年（1601年）2月、北ノ庄城（のちの福井城）受け取りのために加藤康寛と共に富正が派遣され、翌3月には早くも富正名義にて開墾、用水整備などの指示が出されている。7月に秀康が北ノ庄城に入城し、松平氏による福井藩が開始された。富正は附家老として府中（武生）3万9千石を領した。
慶長11年（1606年）に主君の秀康が死去すると、家中では追腹を行う者が出る中、富正は病気の秀康の名代という形式で駿府城改築の指揮を執っていたため追腹が行えずにいた。追腹が続く状況を危惧した江戸幕府により、2代将軍・徳川秀忠から特使の近藤季用が派遣された。近藤により大御所・家康や幕閣である本多正純署名の書状がもたらされ、これにより今村盛次、片山吉次らその他複数の福井藩の重臣、特に富正の殉死（追腹）は固く禁じられたため、富正は剃髪するにとどまった。また幕府の直命により富正は引き続き福井藩の執政、秀康の子の松平忠直の補佐を勤めることとなった。慶長12年（1607年）、本多家は本藩とは別に、直々に江戸に上屋敷と下屋敷を賜ったが「上屋敷だけで充分」として下屋敷を返上している。
秀康の葬儀や引継ぎ処理を行ったのち、忠直と同行して江戸の徳川秀忠に拝謁した。慶長16年（1611年）、従五位下に叙された。この年、忠直に秀忠の娘の勝姫が嫁ぐが、幼少の勝姫の福井への道中、富正の越前府中城で休憩および化粧（鉄漿の式。女子の成人式）を行ってのち、福井へ向かった。
慶長17年（1612年）、藩内に重臣間の対立によって生じたお家騒動である越前騒動（久世騒動）が起こった。二派に割れた藩士の一派の代表として江戸に呼ばれ、家康直々の裁きを受けることとなった。裁判当初は富正が不利だったが、富正の訴えを容れた家康直々の裁断にて、他派の今村盛次らは敗訴し追放処分となり、富正方が勝利した。この後、家康に呼び出され直々に厳しく叱責されると共に、その忠義を賞賛され、「幼少の忠直を今後とも補佐せよ」として改めて国中仕置を命じられた。慶長18年（1613年）、幕府から福井藩に対して新しい附家老として本多成重が配された。この人事は富正の推薦とも伝わる。また、富正には子がなかったため、成重の子を養子（本多志摩）とした。

### 大坂の陣での活躍
慶長19年（1614年）、大坂の陣が起こると、親豊臣的であった越前家をまとめ上げて、幕府方として参戦させた。
冬の陣の際は吉田好寛（修理）、山川朝貞、荻田長繁ら越前軍を率いて越前府中より出陣し、近江大津にて江戸から向かった藩主・忠直と合流し、富正と成重を左右の先手として大坂天王寺付近に布陣した。越前軍は藤堂高虎の計略が失敗した際の乱戦に巻き込まれ、軍令を無視して攻撃に入り、空堀に突入した両軍の頭上から鉄砲を撃ちかける木村重成隊や真田丸の真田信繁配下の軍により、加賀藩（前田利常）勢らと共に多大な損害を出している。後方の家康の陣より遣わされた安藤直次により退却命令が伝えられるが、忠直や井伊直孝勢らは退こうとせず被害が拡大、越前家の小栗正高が富正の馬印を奪取し引き上げさせたため、これを見た諸家の部隊は退却を始めた。のちに富正と成重は茶臼山の家康本陣に呼ばれ、家康から叱責を受けた（真田丸の戦いを参照）。
大坂夏の陣の際は養子の志摩を国許に残すが、志摩は勝手に大坂に駆けつけた。最終決戦の前日（5月6日）夜、富正と成重は再び家康の陣営に呼びつけられ、越前軍の働きの悪さを直接叱責された。この際の「日本一の臆病者」などの言われ様に憤った忠直以下の越前全軍は「一人も残らず忠直と共に骸を戦場の土と化し今日の汚名を滌ぐべし」として、夜間に吉田好寛の先導で最前線に移動し、加賀藩（前田利常）勢と決められていた先陣・一番槍の場を勝手にもぎ取る抜け駆けを行った。その際、富正は家臣らに「自分は討ち死にする覚悟であるので全員従うように」と通達している。
翌日（7日）朝、越前軍の最先頭に配置された富正は兵士に食を採らせ、充分に準備をした上で、真田信繁勢と正面から激突した。配下の将達、忠直の兄弟ら（忠昌ら）と共に、越前兵の精強さを見せつけた上で京橋口門脇の塀に富正自らが立ち、大坂城一番乗りの名乗りを挙げたのち手勢を率いて志摩共々に本丸に突入し、千畳敷の屏風や懸物を分捕り、一番乗りの証拠と手柄とした。富正配下が大坂方の将・大谷吉治を討ち取るなど、越前軍が挙げた首級は3,700とも伝わる。この越前軍の活躍は戦後、「掛カレ掛カレノ越前衆、タンダ掛カレノ越前衆、命知ラズノツマ黒ノ旗」という囃子歌が流行したほどに評判となった。
翌々日（9日）、家康本陣に呼ばれ、抜け駆けの件について叱責されるがこれを「吉田好寛の采配」と弁明している。10日には二条城にて、水野勝成との間で一番槍をめぐり審議を受けるが、証人もあり富正と認定された。これらの武功を賞され、家康から黄金50枚を拝領している。

### 忠直配流をめぐる騒動
大坂の陣の後の同年9月18日、長男・本多昌長が誕生した。ところがこれが元で元和9年（1623年）、養子の志摩が江戸に出奔したと伝わる。元和元年（1615年）、幕府が諸大名に人質を江戸に置くように命じると、富正も2歳の嫡子を江戸に送っている。
元和3年（1617年）、家康遺骸の日光東照宮への改葬に伴い、諸大名並に石灯篭を寄進している。秀忠死去の際も、寛永9年に江戸の増上寺（秀忠墓所）に石燈籠を寄進している。
元和9年（1623年）2月、主君の忠直が幕府の命で配流処分になると、越前北ノ庄（福井藩）は複数の藩に分割された。その中で附家老の同僚・本多成重は幕府に召し返された後に、改めて丸岡城を与えられ譜代大名として独立取り立てされた。寛永元年（1624年）に越前北ノ庄50万石を相続した忠直弟の忠昌に付属して、府中4.52万石を拝領した。この相続までの騒動の際も、幕府より「そのまま残り、忠昌を補佐するように」との特命を受けている。また、幕府からは独立大名への打診もあったが、結城秀康への恩義を理由に断った、と伝わる。その後は越前藩の家臣の筆頭として、主に政治行政面で活躍し、加増を重ね、最終的な知行高は4万5千石とされている。
寛永11年（1634年）、幕府の大老に松平信綱（松平伊豆守）が就任したのを憚り、「伊豆守」の名乗りを「丹波守」に変更している。

### 晩年
正保2年（1645年）8月、3代藩主・忠昌の死去に伴い、隠居を願い出て許され、子の昌長が跡を継いだ。隠居後は元覚（元覚斎）と名乗った。
慶安2年（1649年）8月12日、78歳で死去。戒名は、普照院殿元覺正圓大居士。墓所は、越前市龍泉寺に土葬。同じ越前市の藤垣神社は、富正を祭神とし、刀剣や甲冑、文書などを保管している。富正が死んだ際、藩主の光通（忠昌次男）は深く悲しみ、領内の歌舞音楽を7日間禁止させた。「国中、父母を失ったが如し」と伝わる。
以後、府中領は「本藩と共に領地半減」などを経ながらも、幕末の9代目当主本多副元まで本多家が治めた。主な家臣に松本正勝（松本源兵衛）がいる。

## 内政
富正が与えられた越前府中は往時は国府が置かれた越前国の中心であり、北国街道の要衝であり、当時の越前では北の庄に次ぐ都市ではあったが、当時の府中城下は、先の朝倉氏一族滅亡時における混乱、一向一揆鎮圧、度重なる豊臣政権下での領主交代などにより荒廃していた。富正は府中領主として赴任すると、領内の日野川などの河川、用水、町並の整備を行い、新しい産業を奨励し、当時は市街地を避けていた北国街道を町の中心に通すなどして、町の育成に努めた。
富正は、荒地でも栽培し易い蕎麦の栽培を領民に奨励する。更にこの蕎麦に大根の摩りおろしを掛けた蕎麦をお抱えの医者や蕎麦打ちに作らせた。これが一説に言う「越前名物おろし蕎麦（越前そば）」の始まりとされている（「越前蕎麦」の名前自体は、昭和天皇が福井行幸の折に食し、大層気に入ってその後も折に触れて「越前の蕎麦」の話をしたことに由来すると言われる）。他にも越前府中（現在の越前市）において、打刃物や織物等の発展に寄与した。
自領だけではなく本藩領においても、治水、道路整備、城郭整備、農地整備に辣腕をふるった。また、地元・永平寺の後継問題を幕府と相談の上で解決した。永平寺には、富正が寄進した出目派（能面師流派）の手による道元禅師の木造が残っている。秀康に命じられ、九頭竜川に堤防を築き、「芝原用水」と呼ばれる水路を開き、北庄の街の生活用水や城の堀水として利用した。この用水は現在も福井の主要な農業用水として利用されており、また堤防は富正の隠居後の名をとって「元覚堤」と呼ばれて現存している。駿府城普請の際は、越前福井藩の担当箇所の代官として派遣されている。土木治水の面での見識があったと推測される。

## 格式
附家老とされるが、越前家の家臣、つまり陪臣である。
だが本多家は諸大名並に参勤交代を行い、家康直々に行列時の装備としての長刀携帯を許可され、関所を駕籠に乗ったままの通行許可などの特例を与えられ、参府の年には将軍に直接拝謁し、江戸城においては柳の間（中堅大名・高家並）に席次、諸大名並に江戸に屋敷がそれぞれ与えられ、将軍家の慶弔行事にも諸大名と並んで参加するなど、常に大名としての格式を与えられていた。陪臣ながら、慶長16年（1611年）3月には従五位下を授爵した。
これは富正死後も続けられ、越前府中本多家は明治維新を迎えるが、陪臣ということで旧大名としての待遇は受けることができず、本多家は華族ではなく士族とされた。これを不服とした旧家臣・旧領民らによって武生騒動が勃発した。武生騒動は多くの処罰者を出したが、それらの運動の結果本多家は改めて華族に列せられ、男爵となった。

## 逸話
- 武芸に秀でて博識であったが寡黙で、決して弁舌に優れた人ではなかった。越前騒動の際、江戸城西の丸での幕府直裁の場での富正について「容儀振わず 弁舌また優れず」と評されている。性格は温厚で控え目な人であったと伝わる。また「万端の用人」と評されている。

- 富正の治めた府中城は、かつての越前府中領主の居館を改修したもので、城郭としての設備はあまり目立たず、屋敷ないしは陣屋規模のものであったと伝わる。現在その城地は市街地化し遺構は確認できないが、古地図によれは塀や堀が確認され、また地名から推測するに馬出などの設備はあったらしい。また、将軍息女が忠直に輿入れする際に休憩所とし使用されて以降、通称「お茶屋」と呼ばれていたらしく、これは一国一城令の元、あくまでも城（陣屋）ではないという主張をしたい思惑もあったものと推測される。のち、詩人の野口雨情は「2万石（越前藩半減措置の際、府中領も半減）でも武生は城下」と歌っている。
- 京都の烏丸光広といった公家や俵屋宗達らとも交流を持った[16]。

## 系譜
- 父：本多重富
- 母：不詳
- 正室：小栗重国の娘[18]
- 側室
  - 男子：本多昌長（1614-1669）
- 生母不明の子女
  - 男子：本多正房（1635-1671）
  - 女子：布連 - 松平直基正室
  - 女子：毛受吉久室
- 養子
  - 男子：吉松 - 結城秀康四男